# Kiotina lugubris
Kiotina lugubris är en bäcksländeart som först beskrevs av Mclachlan 1875.  Kiotina lugubris ingår i släktet Kiotina och familjen jättebäcksländor. Inga underarter finns listade i Catalogue of Life.